# 价值
价值，泛指客体对于主体表现出来的正面意义和有用性。可視為是能夠公正且適當反映商品、服務或金錢等值的總額。
在经济学中，价值是商品的一个重要性质，它代表该商品在交换中能够交换得到其他商品的多少，价值通常通过货币来衡量，成为价格。这种观点中的价值，其实是交换价值的表现。
根据新古典主义经济学，物体的价值就是该物体在一个开放和竞争的交易市场中的价格，因此价值主要决定于对于该物体的需求，而不是供给。有些经济学者经常把价值等同于价格，不论该交易市场竞争与否。
而古典经济学则认为价值和价格并不等同。按照马克思主义政治经济学的观点，价值就是凝结在商品中无差别的人类劳动，即商品价值。马克思还将商品的性質分为使用价值（给予商品购买者的价值）和價值（勞動的凝結），而交换价值（使用价值交换的量）則是價值的形式，表現作為勞動的「價值實體」。

## 延伸阅读
- W. G. Langworthy Taylor. 1985. "Some Important Phases in the Evolution of the Idea of Value". Journal of Political Economy. 3 (4): 414–433.
- Gilman, D. C.; Peck, H. T.; Colby, F. M. (编). .  (第1版). 纽约: Dodd, Mead. 1905.